# Driver Speedboat Paradise
 (juin 2015).
Si vous disposez d'ouvrages ou d'articles de référence ou si vous connaissez des sites web de qualité traitant du thème abordé ici, merci de compléter l'article en donnant les références utiles à sa vérifiabilité et en les liant à la section « Notes et références ».
Driver Speedboat Paradise est un jeu vidéo de conduite développé par Ubisoft Paris et édité par Ubisoft. Le jeu est sorti sur iOS et Android le 13 avril 2015. Le joueur incarne un jeune pilote de bateaux téméraire qui, dans sa quête de gloire, se fait convaincre par le pilote de Driver, John Tanner, de s’engager dans une mission pour défaire la mafia locale. Ce jeu mobile est un jeu de course arcade Free to play dans l'univers de la série Driver.

## Scénario
Driver Speedboat Paradise met en scène un jeune pilote qui rêve de gloire dans le monde impitoyable des courses off-shore. Pour cela, il doit participer et gagner des courses aux quatre coins du monde afin de devenir le meilleur pilote off-shore. Mais cette quête de gloire risque de prendre un tour inattendu lorsqu'il rencontre le célèbre John Tanner qui lui demande de l'aider à démanteler la mafia du circuit off-shore. 

## Système de jeu
Driver Speedboat Paradise permet au joueur d'apprendre à piloter des bateaux offshore et de naviguer sur des vagues dont la taille, la puissance et la fréquence d’apparition évoluent au cours de la course. Des rampes peuvent également être utilisées pour réaliser des figures. Les qualités du pilote peuvent être améliorés, notamment en collectant des kits de nitro afin d'accélérer et de doubler les adversaires.
Différents types de course sont possibles : courses en ligne droite, courses traditionnelles ou courses d'éliminations. À noter que par rapport aux autres courses, d'autres bateaux sont utilisés pour les courses en ligne droite. Par ailleurs, pour chaque course, des objectifs secondaires permettent au joueur de débloquer de nouveaux environnements et de faire avancer l'histoire.
Enfin, diverses améliorations peuvent être débloquées : pièces détachées, peintures et stickers dans le but de perfectionner et personnaliser les bateaux de course. Des bateaux d’exceptions peuvent également être achetés grâce à l'argent virtuel récolté.

## Accueil
Le jeu reçoit des critiques globalement positives grâce à ses graphismes (rendu de l'eau et des vagues notamment) et sa facilité de prise en main. Le jeu a été téléchargé par plus de 2 millions d'individus sur Android et iOS.